# Piliny
Piliny è un comune dell'Ungheria di 634 abitanti (dati 2001). È situato nella contea di Nógrád.